# Verdächtigungen
Verdächtigungen (Originaltitel: Suspicions) ist die 22. Folge der sechsten Staffel der US-amerikanischen Science-Fiction-Fernsehserie Raumschiff Enterprise – Das nächste Jahrhundert. Sie wurde in den Vereinigten Staaten über Syndication vermarktet und erstmals am 10. Mai 1993 auf verschiedenen Fernsehsendern ausgestrahlt. In Deutschland war sie zum ersten Mal am 16. Juni 1994 in einer synchronisierten Fassung auf Sat.1 zu sehen.

## Handlung
Im Jahr 2369 bei Sternzeit 46830.1 wird Beverly Crusher, die Schiffsärztin der Enterprise, vom Dienst suspendiert. Die Barkeeperin Guinan besucht sie in ihrem Quartier und klagt über einen Tennisarm nach einem anstrengenden Spiel. Während Dr. Crusher sie behandelt, erzählt sie ihr, wie es zu der Suspendierung gekommen ist: Sie war beeindruckt von einem Ferengi-Wissenschaftler namens Reyga. Dieser forschte an einem metaphasischen Schild, der es Raumschiffen ermöglichen soll, sich innerhalb der Korona eines Sterns aufzuhalten. Aufgrund seiner unorthodoxen Methoden wurde die Arbeit Reygas von den meisten seiner Fachkollegen aber ignoriert. Crusher beschloss daher, „wissenschaftliche Diplomatin“ zu spielen. Sie bot Reyga an, den Prototyp seines Schilds auf der Enterprise zu testen, und lud andere Wissenschaftler ein, die Ergebnisse zu begutachten.
Nur vier Personen folgten ihrer Einladung: die Klingonin Kurak, die Vulkanierin Dr. T’Pan und ihr menschlicher Ehemann Dr. Christopher sowie der Takaraner Dr. Jo’Bril, der erste Angehörige dieser Spezies, dem Crusher bisher begegnet war. Zu Crushers Erleichterung verlief die Zusammenarbeit der Wissenschaftler zunächst harmonisch und vielversprechend. Reyga installierte seinen Prototyp auf einem Shuttle und dessen Flug durch die Korona eines Sterns sollte von der Enterprise aus überwacht werden. Die anderen Wissenschaftler bestanden lediglich darauf, dass jemand anderes als Reyga das Shuttle fliegen soll, und Jo’Bril meldete sich freiwillig dafür. Der Flug verlief zunächst wie von Reyga erhofft, doch dann traten unerwartete Probleme auf: Jo’Bril bekam auf einmal Atemnot und es kam zu einem Anstieg von Baryonen im Shuttle, den sich Reyga nicht erklären konnte. Jo’Bril schaffte es gerade noch, das Shuttle wieder aus der Korona herauszufliegen. Er wurde sofort auf die Krankenstation der Enterprise gebeamt, doch Dr. Crusher konnte ihm nicht mehr helfen. Auch seine genaue Todesursache blieb für sie unklar, da sich die Physiologie der Takaraner stark von der menschlichen unterscheidet. Sie haben keine klar abgegrenzten Organe, sondern diese sind gleichmäßig über den gesamten Körper verteilt. Auch Jo’Bril Zellzerfallsrate war ungewöhnlich langsam. Eigentlich hätte er gegen jede Art von Verletzungen äußerst widerstandsfähig sein müssen.
Das Shuttle wurde gründlich untersucht und es stellte sich heraus, dass alle Systeme ordnungsgemäß funktioniert hatten. An der Hülle wurde allerdings eine leichte Beschädigung festgestellt und es wurde geschlussfolgert, dass sie von der Strahlung des Sterns verursacht wurde, die der metaphasische Schild wider Erwarten wohl doch nicht vollständig abgeblockt hatte. Das Experiment wurde damit als Fehlschlag angesehen, die anderen Wissenschaftler bereiteten sich schon auf die Abreise vor, Reyga beharrte aber darauf, einen zweiten Test zu wagen. Dr. Crusher wollte keine weiteren Leben gefährden und untersagte dies. Nur wenige Stunden später wurde Reyga tot aufgefunden. In seiner Hand hielt er ein Plasmainfusionsgerät. Sicherheitschef Worf vermutete Suizid, doch Dr. Crusher blieb skeptisch, da Reyga kurz vor seinem Tod noch fest entschlossen schien, die Funktionsfähigkeit seines Schilds zu beweisen. Auch schien es ihr ungewöhnlich, dass er das Gerät in der Hand hielt, anstatt es fallen zu lassen, was die normale Reaktion gewesen wäre. Sie wollte daher eine Autopsie an Reyga durchführen, wurde aber von Captain Picard darüber unterrichtet, dass dessen Familie dies nicht gestattet. Sie befragte daraufhin die anderen Wissenschaftler, was diese verärgerte, da sie sich zu Unrecht des Mordes und der Sabotage verdächtigt fühlten. Da sie keine andere Spur mehr verfolgen konnte, entschloss sich Crusher schließlich, Picards Befehl zu missachten und die Autopsie dennoch durchzuführen. Zu ihrer Enttäuschung fand sie nichts. Sie informierte Picard umgehend über ihre Tat und ihm blieb keine andere Wahl, als sie vom Dienst zu suspendieren.
Guinan weist darauf hin, dass immer noch ein Mörder frei auf dem Schiff herumläuft, falls Crusher mit ihrer Vermutung recht haben sollte. Guinan ermutigt sie, ihre Nachforschungen fortzuführen, und Crusher willigt schließlich ein. Da eine Anhörung wegen ihrer Tat stattfinden soll, bleiben ihr nur 24 Stunden, um neue Beweise zu finden. Sie befragt den zweiten Offizier Data, ob es möglich gewesen wäre, das Shuttle zu sabotieren. Data meint, eine Gelegenheit dazu hätte nur während des Testflugs bestanden und Jo’Bril hätte sich wohl kaum selbst in Gefahr gebracht. Eine zweite Möglichkeit wäre laut Data ein Ionenimpuls, der von der Enterprise aus auf die Projektionsmatrix des metaphasischen Schilds gerichtet wurde. Dieser hätte ein Tetryon-Feld erzeugt, das Fehlfunktionen verursacht hätte. Crusher findet diese Idee vielversprechend, denn ein Tetryon-Feld ließe sich an Jo’Brils Leiche nachweisen. Auf der Krankenstation erhält sie überraschend Hilfe von ihrer Kollegin Schwester Alyssa Ogawa. Gemeinsam untersuchen sie Jo’Bril und finden tatsächlich Tetryonen.
Da dies aber nur ein erster Hinweis auf Sabotage ist, geht Crusher noch einen Schritt weiter: Sie entführt das Testshuttle und fliegt damit auf den Stern zu, um zu beweisen, dass der Schild in Wirklichkeit funktioniert. Sie ignoriert Picards Aufforderung zur Umkehr und bittet ihn, die anderen Wissenschaftler nicht aus ihren Quartieren zu lassen, denn sie ist sich sicher, dass einer von ihnen der Mörder ist. Dann bricht die Funkverbindung ab. Kurz darauf bekommt Crusher unerwartete Gesellschaft: Im hinteren Bereich des Shuttles hatte sich Jo’Bril versteckt und bedroht sie nun mit einem Phaser. Er erklärt, dass seine Spezies in der Lage ist, ihren Stoffwechsel so weit zu kontrollieren, dass sogar der eigene Tod vorgetäuscht werden kann. Er wollte Reyga diskreditieren und sich seine Arbeit aneignen. Jetzt hat er vor, einen Warpkernbruch des Shuttles vorzutäuschen und sich so lange zu verstecken, bis die Enterprise weitergeflogen ist. Dann will er nach Hause fliegen und die Schildtechnologie zu einer Waffe weiterentwickeln. Durch ein unerwartetes Manöver kann Crusher Jo’Bril überrumpeln. Er lässt seinen Phaser fallen. Crusher ergreift ihn und schießt auf Jo’Bril. Obwohl er jetzt ein großes Loch in der Brust hat, lebt er immer noch. Erst ein zweiter Schuss mit einer stärkeren Einstellung tötet Jo’Bril und löst ihn vollständig auf.
Da Crusher mit ihrer Aktion Jo’Bril als Reygas Mörder überführen konnte, wird sie wieder als Schiffsärztin der Enterprise eingesetzt. Um sich für ihre moralische Unterstützung zu bedanken, sucht sie Guinan auf und schenkt ihr einen Tennisschläger, der so entworfen wurde, dass man durch ihn keinen Tennisarm bekommt. Guinan ist erfreut, muss Crusher aber gestehen, dass sie gar kein Tennis spielt.

## Verbindungen zu anderen Star-Trek-Produktionen
Der Metaphasische Schild wurde in mehreren späteren Star-Trek-Folgen wieder aufgegriffen. In Folge 7.01 (Angriff der Borg, Teil II) von Raumschiff Enterprise – Das nächste Jahrhundert wird die Enterprise damit ausgestattet. In Folge 2.12 (Die Resistance) von Star Trek: Raumschiff Voyager verfügt ein Gefängniskomplex über einen metaphasischen Schild. In der dritten Staffel von Star Trek: Picard, die im Jahr 2401 spielt, sind die neuen Raumschiffe der Constitution-III-Klasse standardmäßig mit metaphasischen Schilden ausgerüstet.

## Produktion

### Drehbuch
Die Geschichte wurde mehrfach stark überarbeitet. Im ursprünglichen Entwurf sollte Worf im Mittelpunkt stehen und die Folge sollte zahlreiche Elemente eines typischen Film noir enthalten. Schließlich wurde aber Beverly Crusher als Hauptfigur gewählt, denn das Produktionsteam fand, dass sie bis zu diesem Zeitpunkt etwas vernachlässigt und Worf hingegen zu häufig in den Mittelpunkt gestellt worden war. Der ursprüngliche Entwurf sah außerdem vor, dass sich am Ende der Folge herausstellen sollte, dass das Gewebe des Raumes durch den Warp-Antrieb beschädigt wird. Dieser Aspekt wurde jedoch komplett gestrichen und stattdessen in Folge 7.09 (Die Raumkatastrophe) als eigenständige Geschichte erzählt.

### Darsteller
Whoopi Goldberg hat hier ihren letzten Auftritt als Barkeeperin Guinan in der Serie Raumschiff Enterprise – Das nächste Jahrhundert. Sie spielte diese Rolle später noch in zwei Spielfilmen und in zwei Folgen von Star Trek: Picard.
Tricia O’Neil. Darstellerin von Kurak, hatte zuvor bereits Captain Rachel Garrett in Folge 3.15 (Die alte Enterprise) von Raumschiff Enterprise – Das nächste Jahrhundert gespielt. Sie spielte später noch Korinas in Folge 3.09 (Defiant) von Star Trek: Deep Space Nine.
Peter Slutsker, Darsteller von Reyga, hatte zuvor bereits in Folge 3.24 (Die Damen Troi) von Raumschiff Enterprise – Das nächste Jahrhundert einen Ferengi namens Nibor gespielt. In Folge 7.22 (Boks Vergeltung) von Raumschiff Enterprise – Das nächste Jahrhundert spielte er noch einen dritten Ferengi namens Birta. Er war außerdem in der Doppelfolge 4.08/09 (Ein Jahr Hölle) von Star Trek: Raumschiff Voyager als Krenim-Kommandant zu sehen.
James Horan hat hier als Jo’Bril seinen ersten Auftritt im Star-Trek-Franchise. Er spielte auch Lieutenant Barnaby in Folge 7.01 (Angriff der Borg, Teil II) von Raumschiff Enterprise – Das nächste Jahrhundert, den Jem’Hadar Ikat’ika in zwei Folgen von Star Trek: Deep Space Nine und Tosin in Folge 3.13 (Das Wagnis) von Star Trek: Raumschiff Voyager. In der Serie Star Trek: Enterprise spielte er in sechs Folge die wiederkehrende Nebenfigur des Befehlshabers der Cabal.

## Rezeption
Keith DeCandido bewertete Verdächtigungen 2012 auf tor.com als eine ziemlich schlechte Folge von Raumschiff Enterprise – Das nächste Jahrhundert, in der nichts einen Sinn ergibt. Fragwürdig erschien ihm bereits die Auswahl von Dr. Crusher als „wissenschaftlicher Diplomatin“, obwohl diese Rolle viel besser zu Data gepasst hätte. Da Reyga bereits einen Prototyp seines Schilds entwickelt hat, der nur noch getestet werden muss, bleibt unklar, welche konkrete Rolle die anderen Wissenschaftler spielen sollen. Wenn sein Schild beim Flug durch die Sonnenkorona vermeintlich versagt, hätte das Shuttle eigentlich verglühen müssen. Dass Crusher Jo’Bril als Reygas Mörder identifiziert, rehabilitiert sie, obwohl ihre ungenehmigte Autopsie damit eigentlich nicht wettgemacht wird.